# Edwin Bingham Copeland
Pour les articles homonymes, voir Copeland.
Edwin Bingham Copeland (né le 30 septembre 1873 à Monroe au Wisconsin et mort le 16 mars 1964 à Chico en Californie) est un botaniste et un agronome américain.

## Biographie
En 1909, il fonde l’école d’agriculture des Philippines à Los Baños, établissement aujourd’hui connu sous le nom d’école d’agriculture de l’université des Philippines à Los Baños. Il est son doyen et son professeur de physiologie végétale jusqu’en 1917. Il est le père d’Herbert Copeland (1902-1968), également biologiste.